# San José, San Juan Bautista Tuxtepec
San José är en ort i Mexiko.   Den ligger i kommunen San Juan Bautista Tuxtepec och delstaten Oaxaca, i den sydöstra delen av landet, 300 km öster om huvudstaden Mexico City. San José ligger 26 meter över havet och antalet invånare är 174.
Terrängen runt San José är huvudsakligen platt, men åt sydväst är den kuperad. Runt San José är det ganska tätbefolkat, med 160 invånare per kvadratkilometer. Närmaste större samhälle är Tuxtepec, 17,3 km sydost om San José. Trakten runt San José består till största delen av jordbruksmark.